# Кучинський Максим Віталійович
Макси́м Віта́лійович Кучи́нський (28 червня 1988, Запоріжжя, УРСР) — український футболіст, воротар чеського клубу «Зноймо».

## Клубна кар'єра

### Ранні роки
Максим Кучинський народився 28 червня 1988 року. Батько Максима теж був футболістом й виступав на позиції воротаря, але грав на аматорському рівні. В ранньому віці вирішив пов'язати своє життя з футболом, тому вступив до СДЮШОР «Металург» (Запоріжжя). На перших порах грав у полі, пізніше перейшов на позицію воротаря. У 15-річному віці підписав свій перший дитячий контракт, за яким щомісяця отримував заробітну плату в розмірі 370 гривень. А вже через рік підписав свій перший дорослий контракт, за яким щомісяця отримував близько 1 500 гривень.

### Металург (Запоріжжя) та Зірка (Кіровоград)
У 2005 році потрапив до заявки запорізького «Металурга», але зіграти хоча б один матч у дорослій команді запорожців Максиму так і не вдалося. В Кучинського були серйозні конкуренти за місце в основній команді: спочатку — Андрій Глущенко, а згодом — Віталій Постранський. Тому Максим постійно залишався на лаві для запасних. Через це періодично виходив на поле в футболці «Металурга» в першості дублерів, в якій відіграв 8 матчів. Для отримання бодай якої-небудь ігрової практики виступав у складі друголігового фарм-клубу запорожців, «Металурзі-2», який на той час виступав у Другій лізі чемпіонату України. Дебютував на професіональному рівні 6 липня 2005 року в програному (2:4) домашньому поєдинку 1-го туру групи В другої ліги чемпіонату України проти броварського «Нафкома». Кучинський вийшов на поле в стартовому складі та відіграв увесь поєдинок. За період з 2005 по 2007 рік за «Металург-2» в чемпіонаті України відіграв 30 матчів, в яких пропустив 49 м'ячів.
Першу частину 2008/09 років на правах оренди провів у складі іншого представника Другої ліги, в кіровоградській «Зірці». Перед кіровоградською командою тоді було поставлено завдання вийти до першої ліги. Команду на той час тренував Ігор Жабченко, з яким Максим був знайомий по спільній роботі в юнацькій збірній Україні, крім того в команді також виступали знайомі по виступам у збірній і деякі гравці, тому він швидко адаптувався в новій команді та виборов місце в її основному складі. У складі зірки дебютував 16 липня 2008 року в переможному (1:0) домашньому матчі 1-го попереднього раунду кубку України проти краснопільського «Явора». Кучинський вийшов на поле в стартовому складі та відіграв увесь поєдинок. Перший матч у складі «Зірки» в чемпіонатах України Максим зіграв 20 липня 2008 року в програному (2:3) домашньому матчі 1-го туру групи Б другої ліги чемпіонату України проти харківського «Арсенала». Кучинський вийшов у стартовому складі та відіграв увесь поєдинок. Протягом свого перебування в «Зірці» у другій лізі зіграв 9 матчів, в яких пропустив 11 м'ячів, ще 2 поєдинки (1 пропущений м'яч) зіграв у кубку України. У підсумку кіровоградці завдання на сезон виконали, а Кучинський повернувся в Запоріжжя.
Після повернення до Запоріжжя, в матчі за дублюючий склад «Металурга» воротар травмувався, зламавши руку. Після одужання тренувався з першою командою, але грав виключно за дублюючий склад. Така ситуація тривала півроку, після чого, з ініціативи Кучинського, сторони за обопільної згоди розірвали контракт.

### «Перезавантаження» та виступи в Полтаві
Отримавши статус вільного агента футболіст вирішив «перезавантажити» власну кар'єру та відправився на перегляд до друголігового клубу «Десна» (Чернігів). Перегляд пройшов успішно й Максим підписав з клубом повноцінний контракт. Командою на той час керував Анатолій Безсмертний. Керівництво клубу поставило завдання вийти до першої ліги чемпіонату України. За чернігівську команду дебютував 23 квітня 2011 року в програному (0:1) домашньому матчі 16-го туру групи а другої ліги чемпіонату України проти клубу «Єдність» (Плиски). Кучинський вийшов у стартовому складі та відіграв увесь поєдинок. У сезоні 2010/11 років у другій лізі чемпіонату України зіграв 7 матчів, в яких пропустив 6 м'ячів.
У 2011 році перейшов до іншого друголігового клубу, ФК «Полтава». Після перегляду підписав повноцінний контракт. У футболці полтавчан дебютував 17 липня 2011 року в переможному (2:1) виїзному поєдинку 2-го попереднього раунду кубку України проти івано-франківського «Прикарпаття». Максим вийшов на поле в стартовому складі та відіграв увесь поєдинок, а на 86-ій хвилині отримав жовту картку. В чемпіонатах України дебютував 22 квітня 2012 року в переможному (2:0) домашньому матчі 20-го туру групи Б другої ліги чемпіонату України проти кременчузького «Кременя». Максим вийшов на поле в стартовому складі та відіграв увесь поєдинок. В той час у полтавській команді кожні півроку склад команди змінювався більш ніж на половину. Але Кучинський, на відміну від інших, надовго закріпився у стартовому складі. В сезоні 2014/15 років відзначився дебютним голом у своїй кар'єрі. Сталося це 18 квітня 2015 року в нічийному (1:1) матчі 22-го туру перша ліга чемпіонату України проти своєї колишньої команди, чернігівської «Десни». Максим вийшов на поле в стартовому складі та відіграв увесь поєдинок. На 31-ій хвилині полтавці пропустили гол з пенальті і протягом більшої частини матчу програвали з рахунком 0:1. У доданий арбітром час біля воріт чернігівців подається кутовий. Гравець «Полтави» звільнився від опіки і прекрасним ударом головою зрівнює рахунок, рятуючи команду уим ударом нічию для «Полтави». Цим футболістом був воротар команди, Максим Кучинський, який підключився до розіграшу стандарту, щоб допомогти клубу вирвати нічию. За підсумками сезону цей гол було визнано найкращим, серед голів у Першій лізі, за версією ПФЛ. Протягом свого перебування в «Полтаві» в чемпіонаті України зіграв 91 матч та пропустив 94 м'ячі, ще 6 матчів (16 пропущених м'ячів) провів у кубку України.

### Черкаський Дніпро
На початку лютого 2016 року перейшов до «Черкаського Дніпра». У футболці черкаського клубу дебютував 16 квітня 2016 року в переможному (3:0) домашньому матчі 22-го туру першої ліги чемпіонату України проти комсомольського «Гірника-спорту». Максим вийшов у стартовому складі та відіграв увесь поєдинок. Наразі в футболці «Черкаського Дніпра» в чемпіонаті України зіграв 15 матчів, пропустивши 12 м'ячів.

## Кар'єра в збірній
20 березня 2007 року дебютував у переможному (3:2) збірній Україні U-19 в матчі проти однолітків з Польщі. Загалом у юнацькій збірній U-19 зіграв 3 поєдинки, в яких пропустив 3 м'ячі. Ще в двох матчах, проти однолітків з Португалії та Ірландії, був у заявці на поєдинок, але на поле так і не вийшов.

## Досягнення
- Срібний призер першої ліги чемпіонату України: 2017/18
- Переможець групи «Б» другої ліги чемпіонату України: 2011/12